# 34326 Zhaurova
34326 Zhaurova este o planetă minoră (asteroid), cu un diametru de 6,643 km, din centura de asteroizi. A fost descoperită pe 29 august 2000 la Experimental Test Site⁠(d) de Lincoln Near-Earth Asteroid Research. 
Obiectul prezintă o orbită caracterizată de o semiaxă mare de 2,4144964 UAi, o excentricitate de 0,13, o înclinație de 3,30407 ° în raport cu ecliptica.